# Ioan Mircea Popa
Ioan Mircea Popa (n. 5 noiembrie 1933) este un fost deputat român în legislatura 1992-1996, ales în județul Alba pe listele partidului PNȚCD. În legislatura 1996-2000, Ioan Mircea Popa a fost senator pe listele partidului PNȚCD.  
În legislatura 1992-1996, Ioan Mircea popa a fost membru în omisia pentru cultură, arte, mijloace de informare în masă. În legislatura 1996-2000, Ioan Mircea Popa a fost membru în comisia pentru muncă, familie și protecție socială, în comisia pentru administrație publică, organizarea teritoriului și protecția mediului (până în feb. 1998) precum și în grupul parlamentar de prietenie cu Japonia.  